# Joan Francesc Rossell
Joan Francesc Rossell (Barcelona?, c. 1555  - Barcelona?, c. 1643) va ser un metge i polític català, conseller en cap de Barcelona.
Poc després de doctorar-se en Medicina (1579), comença a treballar a l'Hospital de la Santa Creu de Barcelona, i aviat obté el títol de catedràtic de l’Estudi General de Barcelona (1586), convertint-se –en opinió de J.H. Eliott— en el metge més eminent de la seva època a Catalunya. La seva vàlua professional li permet ingressar a la Junta Sanitària del Consell de Cent pel bienni 1597-98, fet que li obra les portes a l’activitat política.
És autor de les obres Ad sex libros Galeni De differentiis et causis morborum & symptomatum commentarij (1627) i El verdadero conocimiento de la pesta, sus causes, señales, preservación y curación (1632).
És membre del Consell de Cent en quatre ocasions. La primera experiència a la institució barcelonina (1599-1600) acaba bruscament, quan es descobreix que havia falsificat el privilegi de Ciutadà Honrat de Barcelona). Per culpa d’aquest escàndol passa una dècada sense responsabilitats institucions.
Francesc Amorós assenyala que retorna a l’escenari polític com a conseller segon de la ciutat de Barcelona (1609-10); clavari de la ciutat (1614-17); ambaixador, juntament amb el seu fill Pere Joan Rossell, a la cort de Felip III de Castella (1616-17); de nou clavari de la ciutat (1621-23); conseller en cap (1623-24); síndic a les Corts Generals del 1626 i 1632 pel Braç Reial; i novament conseller en cap de Barcelona (1638-39).
L’última referència documental de Joan Francesc Rossell data de 28 de juliol de 1643. Segons Amorós, llavors tindria gairebé noranta anys.

## Obres
- Ad sex libros Galeni De differentiis et causis morborum & symptomatum commentarij
- El verdadero conocimiento de la pesta, sus causes, señales, preservación y curación